# Hugh Childers
Hugh Culling Eardley Childers, född 25 juni 1827 och död 29 januari 1896, var en brittisk politiker.
Childers föddes i London och utbildade sig i Cambridge. 1850 utvandrade han till Australien, bosatte sig i Melbourne, där han fick diverse uppdrag. Han tog där initiativet till skapandet av Melbournes universitet och blev dess förste vicekansler. En tid var han medlem av kolonin Victorias lagstiftande församling och av dess första regering, där han administrerade handel och tullväsen. Han fick 1857 i uppdrag att representera Victoria i moderlandet som agentgeneral, och återvände därför till Storbritannien, där han 1860 blev liberal ledamot av underhuset. 1865-66 var han finanssekreterare i Russels ministär. Som förste amiralitetslord i William Ewart Gladstones regering 1868-71 genomförde han flera förbättringar och besparingar. Childers hade sedan flera uppdrag i Gladstones ministärer och måste som statssekreterare för krigsväsendet ansvara för den militära administrationen under kriget mot Transvaal (1881) och Egypten (1882). 1882-85 var Childers Gladstones finansminister. Det var öl- och spritskatten i Childers budget, som blev orsaken till Gladstones fall i juni 1885. Childers stod troget vid Gladstones sida i den irländska frågan, och då denne bildade sin tredje ministär 1886, blev Childers inrikesminister. 1892 lämnade han parlamentet.